# Oerstedina cerricola
Oerstedina cerricola är en tvåhjärtbladig växtart som beskrevs av Wiehler. Oerstedina cerricola ingår i släktet Oerstedina och familjen Gesneriaceae. Inga underarter finns listade i Catalogue of Life.